# Mike Osborne
Michael Evans Osborne (Hereford, 28 september 1941 – aldaar, 19 september 2007) was een Britse jazzmuzikant (saxofoon, klarinet, piano), die in de jaren 1960 en 1970 lid was van de band Brotherhood of Breath.

## Biografie
Mike Osborne werd geboren in Hereford en studeerde aan het Wycliffe College in Gloucestershire en aan de Guildhall School of Music and Drama. Van 1962 tot 1972 behoorde Osborne tot de band van Mike Westbrook. Tijdens deze periode werkte de artiest ook met muzikanten als Michael Gibbs, Mike Cooper, Stan Tracey, Kenny Wheeler, Humphrey Lyttelton, Alan Skidmore, John Surman, Harry Miller, Alan Jackson (drums), John Mumford (trombone) en Lionel Grigson. In de periode 1974-1975 maakte Osborne deel uit van het saxofoontrio S.O.S. met John Surman en Alan Skidmore. Ze namen een lp op plus BBC-radio- en televisiesessies en toerden uitgebreid door Europa. Gezondheidsproblemen bespoedigden het einde van zijn carrière in 1982 en hij keerde terug naar Hereford, waar hij op het moment van zijn overlijden in 2007 op 65-jarige leeftijd onder zorg leefde.

## Overlijden
Mike Osborne overleed in september 2007 op bijna 65-jarige leeftijd.

## Discografie
- Mike Osborne Quintet: Outback (Turtle); met Chris McGregor (piano), Harry Miller (bass) en Louis Moholo (drums)
- Mike Osborne Trio: Border Crossing (Ogun Records)
- Mike Osborne Trio: All Night Long (Live at Willisau) (Ogun)
- Mike Osborne & Stan Tracey: Original (Cadillac)
- Mike Osborne Force of Nature (REEL)
- Mike Osborne/Stan Tracey Duo (Cadillac)
- Tandem: Mike Osborne/Stan Tracey Live at the Bracknell Festival (Ogun)
- Mike Osborne Quintet: Marcel's Muse (Ogun)
- Shapes (Future Music)

met Brotherhood of Breath
- Bremen to Bridgwater (Cuneiform)
- Eclipse at Dawn (Cuneiform)

Met Barry Guy/London Jazz Composers' Orchestra
- Ode (Incus, 1972)

Met John Surman
- John Surman (Deram)
- How Many Clouds Can You See? (Deram)

Met John Surman and Alan Skidmore
- SOS (1975) (Ogun Records)

Met Mike Westbrook
- The Mike Westbrook Concert Band: Marching Song Vols. 1 & 2 (Deram)
- The Mike Westbrook Concert Band: Release (Deram)

Met Michael Gibbs
- Michael Gibbs (Deram)

Met Mike Cooper
- Too Late Now (Dawn Records)
- Your Lovely Ways (Dawn)
- Life and Death in Paradise (Fresh Air)

Met Alan Skidmore
- Alan Skidmore Quintet: T.C.B. (Philips)

Met Kenny Wheeler
- Song for Someone (Incus, 1973)

Met Harry Miller's Isipingo
- Which Way Now: Live in Bremen 1975 (Cuneiform)
- Family Affair (Ogun)

Met Norma Winstone
- Edge of Time (Algo)

- Bibliothèque nationale de France: cb14212874h (data)
- Gemeinsame Normdatei: 1023590808
- International Standard Name Identifier: 0000 0000 4253 7480
- Library of Congress Control Number: no2006022637
- MusicBrainz: 90eb12d4-8957-4995-8f45-b2b22ed871e0
- Virtual International Authority File: 5143400
- WorldCat: E39PBJkCXCTfdrGF9KGbRdxJjC